# 東北方面システム通信群
東北方面システム通信群（とうほくほうめんしすてむつうしんぐん、JGSDF North Eastern Army System Signal Group）は、陸上自衛隊仙台駐屯地（宮城県仙台市宮城野区）に群本部が駐屯する東北方面隊直轄のシステム通信科の編合部隊である。

## 概要
群長は1等陸佐（二）が充てられ、無線通信からレーダー整備など、方面隊の通信組織の構成・維持・運営に関することを主任務とする。

## 沿革
東北方面通信隊
- 1960年（昭和35年）1月14日：東北方面通信隊が仙台駐屯地において編成完結。

※ 編成：隊本部および本部付隊、第105基地通信大隊、各基地通信隊。
東北方面通信群
- 1968年（昭和43年）3月1日：東北方面通信群に称号変更。

1. 第105通信運用大隊を仙台駐屯地に新編。
2. 第303搬送通信中隊を仙台駐屯地に新編。

- 1975年（昭和50年）3月26日：基地通信業務を駐屯地単位方式から地域担任方式（基地通信隊を廃止し、基地通信中隊派遣隊として分派）に改編。
- 1997年（平成09年）3月28日：第105通信運用大隊本部管理中隊に「映像伝送班」を新編。
- 2000年（平成12年）3月28日：第104システム管理隊を仙台駐屯地に新編。
- 2002年（平成14年）3月27日：群本部付隊を「群本部中隊」に改編（映像伝送班を群本部中隊隷下とする）。
- 2005年（平成17年）3月28日：通信インフラの変化に伴う隷下部隊の改編。

1. 第105基地通信大隊と第104システム管理隊を再編し、第103基地システム通信大隊を仙台駐屯地に新編。
2. 第308基地通信中隊（仙台駐屯地）を廃止・改編し、第303基地システム通信中隊を仙台駐屯地に新編。
3. 第105通信運用大隊（仙台駐屯地）を廃止・改編し、第102指揮所通信大隊を仙台駐屯地に新編。
4. 第303搬送通信中隊（仙台駐屯地）を廃止・改編し、第301中枢交換通信中隊を仙台駐屯地に新編。

- 2006年（平成18年）3月27日：後方支援体制変換に伴い、整備部門を東北方面後方支援隊第303通信直接支援隊（東北方面通信群を支援）へ移管。
- 2019年（令和元年）8月1日：陸上自衛隊の群長職として女性初となる、弥頭陽子1等陸佐が群長として着任。

東北方面システム通信群
- 2022年（令和04年）3月17日：東北方面システム通信群に称号変更[1]。

## 部隊編成
特記ないものは仙台駐屯地に所在している。
- 東北方面システム通信群本部
- 東北方面システム通信群本部中隊「東北シ通群-本」
  - 映像伝送小隊（霞目駐屯地）
  - 通信群教育隊
- 第103基地システム通信大隊
  - 第103基地システム通信大隊本部
  - 第103基地システム通信大隊本部付隊「103基シ通-本」
  - 第303基地システム通信中隊「303基シ通」
    - 反町派遣隊（反町分屯地）
    - 大和派遣隊（大和駐屯地）
    - 多賀城派遣隊（多賀城駐屯地）
    - 霞目派遣隊（霞目駐屯地）
    - 船岡派遣隊（船岡駐屯地）

  - 第305基地通信中隊「305基通」（青森駐屯地）
    - 弘前派遣隊（弘前駐屯地）
    - 八戸派遣隊（八戸駐屯地）
    - 秋田派遣隊（秋田駐屯地）
    - 岩手派遣隊（岩手駐屯地）

  - 第315基地通信中隊「315基通」（神町駐屯地）
    - 福島派遣隊（福島駐屯地）
    - 郡山派遣隊（郡山駐屯地）
- 第102指揮所通信大隊
  - 第102指揮所通信大隊本部
  - 第102指揮所通信大隊本部付隊「102指通-本」
  - 指揮所通信中隊「102指通-指」
  - 通信支援中隊「102指通-支」
- 第301中枢交換通信中隊「301中枢交」

## 整備支援部隊
- 東北方面後方支援隊第303通信直接支援隊「303通直支」（仙台駐屯地）：2006年（平成18年）3月27日から

## 主要幹部
| 官職名                   | 階級    | 氏名     | 補職発令日     | 前職                                      |
| ------------------------ | ------- | -------- | -------------- | ----------------------------------------- |
| 東北方面システム通信群長 | 1等陸佐 | 下平隆晴 | 2023年12月22日 | 陸上幕僚監部装備計画部通信電子課 総括班長 |

| 代                       | 氏名             | 在職期間                                                    | 前職                                                                           | 後職                                                |
| 東北方面通信群長         | 東北方面通信群長 | 東北方面通信群長                                            | 東北方面通信群長                                                               | 東北方面通信群長                                    |
| ------------------------ | ---------------- | ----------------------------------------------------------- | ------------------------------------------------------------------------------ | --------------------------------------------------- |
| 01                       | 川嶋全           | 1960年01月14日 - 1961年02月28日 ※1961年01月01日 1等陸佐昇任 |                                                                                | 東北方面総監部通信課長                              |
| 02                       | 堤清 （2等陸佐） | 1961年03月01日 - 1964年03月15日                             | 陸上自衛隊関西地区補給処                                                       | 陸上自衛隊通信学校総務部長                          |
| 03                       | 竹内吉治         | 1964年03月16日 - 1965年07月15日 ※1965年07月01日 1等陸佐昇任 | 陸上自衛隊幹部学校                                                             | 陸上自衛隊通信学校総務部長                          |
| 04                       | 磯野八郎         | 1965年07月16日 - 1968年07月15日 ※1968年02月16日 1等陸佐昇任 | 陸上幕僚監部第2部勤務                                                          | 陸上幕僚監部第2部別室 大井通信所長                  |
| 05                       | 野瀬弘行         | 1968年07月16日 - 1970年07月15日                             | 陸上自衛隊通信学校勤務                                                         | 陸上自衛隊通信補給処副処長                          |
| 06                       | 藤田和秀         | 1970年07月16日 - 1972年07月16日 ※1971年01月01日 1等陸佐昇任 | 陸上幕僚監部通信課訓練班長 （2等陸佐）                                         | 陸上自衛隊通信学校研究部長                          |
| 07                       | 杉浦裕孝         | 1972年07月17日 - 1974年03月15日                             | 東北方面総監部通信課長                                                         | 陸上幕僚監部通信課器材班長                          |
| 08                       | 依田文彌         | 1974年03月16日 - 1976年03月15日                             | 東部方面総監部通信課長                                                         | 陸上自衛隊北海道地区補給処副処長                    |
| 09                       | 加茂敏夫         | 1976年03月16日 - 1978年03月15日                             | 陸上自衛隊通信学校学校教官                                                     | 北部方面総監部装備部長                              |
| 10                       | 大河原四郎       | 1978年03月16日 - 1979年07月31日                             | 技術研究本部 技術開発官（陸上担当）付 第6班長                                  | 陸上自衛隊通信学校研究部長                          |
| 11                       | 上田愛彦         | 1979年08月01日 - 1981年03月15日                             | 陸上自衛隊幹部学校学校教官                                                     | 陸上幕僚監部装備部開発課長                          |
| 12                       | 上村哲由         | 1981年03月16日 - 1983年03月15日                             | 陸上幕僚監部装備部管理・輸送課 補給管理班長                                    | 陸上自衛隊幹部学校学校教官                          |
| 13                       | 中里義弘         | 1983年03月16日 - 1984年03月15日                             | 中部方面総監部装備部後方運用課長                                               | 陸上幕僚監部装備部開発課長                          |
| 14                       | 山田修           | 1984年03月16日 - 1986年03月16日                             | 第5師団司令部第4部長                                                           | 陸上幕僚監部装備部通信電子課 総括班長               |
| 15                       | 川本克治         | 1986年03月17日 - 1988年07月31日                             | 陸上自衛隊通信学校学校教官                                                     | 北部方面総監部調査部長                              |
| 16                       | 塩山治           | 1988年08月01日 - 1990年03月31日                             | 陸上幕僚監部装備部通信電子課 総括班長                                          | 陸上自衛隊通信学校第1教育部長                       |
| 17                       | 山根健次         | 1990年04月01日 - 1992年08月02日                             | 陸上幕僚監部防衛部運用課通信班長                                               | 通信保全監査隊長                                    |
| 18                       | 久井勲           | 1992年08月03日 - 1994年11月30日                             | 中部方面総監部調査部調査課長                                                   | 陸上自衛隊幹部学校主任教官                          |
| 19                       | 加藤三千夫       | 1994年12月01日 - 1997年12月07日                             | 陸上幕僚監部装備部開発課 開発第2班長                                           | 陸上幕僚監部装備部通信電子課長                      |
| 20                       | 川合正俊         | 1997年12月08日 - 1999年07月08日                             | 陸上幕僚監部防衛部研究課分析室長                                               | 陸上幕僚監部装備部開発課長                          |
| 21                       | 林一也           | 1999年07月09日 - 2001年06月28日                             | 陸上幕僚監部調査部付                                                           | 陸上幕僚監部防衛部研究課長                          |
| 22                       | 田辺利明         | 2001年06月29日 - 2002年12月01日                             | 陸上幕僚監部装備部通信電子課 電計班長                                          | 陸上自衛隊通信学校第1教育部長                       |
| 23                       | 丹羽忠志         | 2002年12月02日 - 2005年03月31日                             | 統合幕僚会議事務局第5幕僚室 長期班長                                           | 陸上自衛隊研究本部主任研究開発官                    |
| 24                       | 田原計           | 2005年04月01日 - 2006年12月05日                             | 陸上自衛隊研究本部研究員                                                       | 陸上自衛隊研究本部主任研究開発官                    |
| 25                       | 片岡博信         | 2006年12月06日 - 2009年03月23日                             | 陸上自衛隊通信学校主任教官                                                     | 陸上自衛隊研究本部主任研究開発官                    |
| 26                       | 蔦末真           | 2009年03月24日 - 2011年07月31日                             | 統合幕僚監部指揮通信システム部 指揮通信システム運用課 指揮通信システム運用班長 | システム防護隊長                                    |
| 27                       | 長尾典忠         | 2011年08月01日 - 2013年03月31日                             | 統合幕僚監部指揮通信システム部 指揮通信システム企画課 指揮通信システム企画班長 | 陸上自衛隊通信学校第1教育部長                       |
| 28                       | 奈良岡信一       | 2013年04月01日 - 2014年07月31日                             | 陸上幕僚監部人事部厚生課 厚生班長                                              | 陸上自衛隊補給統制本部 通信電子部長                 |
| 29                       | 木下千敏志       | 2014年08月01日 - 2016年03月22日                             | 陸上自衛隊東北補給処総務部長                                                   | 相馬原駐屯地業務隊長                                |
| 30                       | 小松広志         | 2016年03月23日 - 2017年07月31日                             | 陸上自衛隊研究本部研究員                                                       | 陸上自衛隊通信学校第1教育部長                       |
| 31                       | 小原誠也         | 2017年08月01日 - 2019年07月31日                             | 統合幕僚監部指揮通信システム部 指揮通信システム企画課 指揮通信システム企画班長 | 陸上幕僚監部監理部総務課 情報公開・個人情報保護室長 |
| 32                       | 弥頭陽子         | 2019年08月01日 - 2021年03月25日                             | 陸上幕僚監部指揮通信システム・情報部 情報課地域情報班長                        | 陸上自衛隊補給統制本部通信電子部長                  |
| 末                       | 鷺谷和久         | 2021年03月26日 - 2022年03月16日                             | 陸上幕僚監部装備計画部通信電子課 総括班長                                      | 東北方面システム通信群長                            |
| 東北方面システム通信群長 |                  |                                                             |                                                                                |                                                     |
| 01                       | 鷺谷和久         | 2022年03月17日 - 2023年12月21日                             | 東北方面通信群長                                                               | 陸上自衛隊補給統制本部通信電子部長                  |
| 02                       | 下平隆晴         | 2023年12月22日 -                                            | 陸上幕僚監部装備計画部通信電子課 総括班長                                      |                                                     |